# NK Svoboda Kisovec
Nogometni klub Svoboda Kisovec (tiếng Việt: Câu lạc bộ bóng đá Svoboda Kisovec), thường hay gọi NK Svoboda Kisovec hoặc đơn giản Svoboda Kisovec, là một câu lạc bộ bóng đá Slovenia thi đấu ở thị trấn Kisovec. Câu lạc bộ được thành lập năm 1932.